# ヨコジマサボテンミソサザイ
ヨコジマサボテンミソサザイ（横縞仙人掌鷦鷯、英: Fasciated Wren、学名: Campylorhynchus fasciatus）は、スズメ目ミソサザイ科の鳥類の1種である。

## 分布
エクアドルやペルーに生息する。
生息環境は、亜熱帯または熱帯の、乾燥林、湿性低地林、乾燥低木地、高所低木地である。

## 亜種
- Campylorhynchus fasciatus pallesscens - エクアドル南西部からペルー北西部（トゥンベス、ピウラ、ランバイェケ（英語版））の乾燥地域に分布する[2]。
- Campylorhynchus fasciatus fasciatus - 基亜種。ペルー西部（ピウラ南部からワヌコ、リマ北部）の乾燥地域に分布する[2]。

## 形態
全長19cm。横縞および全体的に斑が目立つ。キバラサボテンミソサザイ (Campylorhynchus zonatus) に似るが、縞や斑が均等ではっきりしており、褐色みが少ない。